# Jerzy Plebanek
Jerzy Plebanek (ur. 25 czerwca 1946) – polski koszykarz, reprezentant Polski, trener koszykarski.

## Kariera sportowa
Przez większość kariery związany był z Lublinianką, w 1966 awansował z nią do ekstraklasy, na najwyższym poziomie ligowym występował do 1976. W latach 1976–1978 był trenerem II-ligowej Pogoni Szczecin, z którą spadł do III ligi w 1978. Następnie trenował w Pogoni grupy młodzieżowe. W latach 1979–1981 grał jeszcze w II-ligowej Spójni Stargard Szczeciński.
Był reprezentantem Polski, w 1973 wystąpił na mistrzostwach Europy, zajmując ostatnie - 12 miejsce.